# Frank Bryce
Frank Bryce je imaginarni lik iz knjiga o Harryju Potteru britanske spisateljice J. K. Rowling. Bio je vrtlar obitelji Riddle.
Živio je u Little Hangletonu. Prvi put se spominje na početku četvrtog dijela kada se Rowling vraća u prošlost, 50 godina ranije, kad je ubijena obitelj Riddle a glavni sumnjivac bio je Frank. Čak ga je bezjačka policija uhitila, ali su ga pustili jer nisu mogli dokazati da su Riddleovi ubijeni, a kamo li da je Bryce kriv. Kasnije se doznaje da je Riddleove ubio sin Toma Riddlea starijeg, samoprozvani - Voldemort. Bezjački svijet nije upoznat s tim. 
Frank je bio čovjek koji nije volio buku i ljudska mnoštva. Tu je antipatiju dobio nakon što se vratio iz rata, u kojem je i ozlijedio nogu koja ga je mučila do kraja života.
Jedne noći probudila ga je ukočena noga i vidio je svjetlo u bivšoj kući obitelji Riddle (on je živio u vrtlarskoj kući). Pomislio je da su to opet djeca koja su tamo često ulazila, i išao ih otjerati. Kada je ušao, tamo su bili Lord Voldemort, Peter Pettigrew (Crvorep) i Barty Crouch ml. U početku ih je prisluškivao, a kada su ga vidjeli, ušao je u sobi gdje su oni bili i nadahnut valom hrabrosti koju je dobio, zaprijetio im je da će ih prijaviti policiji i reći im što je čuo i suprotstavio im se, ali činilo se da je to bio glup potez. Voldemort ga je ubio kletvom Avada Kedavra, ali pitanje je bi li ga svakako ostavio na životu... Taj događaj je sanjao dječak zvan Harry Potter.
Bryce se pojavljuje opet u tom istom dijelu, točnije njegova sjenka, na groblju u Little Hangletonu kad su se Harryjev i Voldemortov štapić povezali i kad je Voldemortov štapić izveo Priori Incantatem.